# Sonetti (Foscolo)
I Sonetti di Ugo Foscolo furono composti tra il 1798 e il 1803 e pubblicati tra il 1802 e il 1803. Sono in tutto dodici e la loro storia editoriale è strettamente legata a quella delle due odi più celebri, A Luigia Pallavicini caduta da cavallo e All'amica risanata.

## Storia editoriale dei sonetti
Nell'ottobre del 1802 sul fascicolo IV del "Nuovo Giornale dei letterati" di Pisa, vengono pubblicati, con il titolo di "Poesie", otto sonetti e l'ode "A Luigia Pallavicini caduta da cavallo".
Sempre nel 1802 a Pisa viene fatta una ristampa della plaquette e nel 1803 il poeta riprende, con una successione diversa dei titoli, il testo degli otto sonetti e ne aggiunge tre, oltre una seconda ode, che vengono pubblicati con lo stesso titolo di "Poesie" e con una dedica, datata "Milano, 2 aprile 1803", all'amico fiorentino Giovanni Battista Niccolini da Destefanis a Milano. Sempre nel 1803 il Foscolo fa pubblicare, sempre a Milano, ma dalla stamperia Agnello Nobile un'altra edizione di queste poesie lasciandone invariato il titolo ma aggiungendo un dodicesimo sonetto.

## I motivi poetici
I motivi poetici dei sonetti e il loro risultato espressivo non sempre sono uniformi. Se infatti nei primi si rintraccia un certo tono declamatorio di stile ancora ortisiano a causa del contrasto non ancora risolto tra la passione e la riflessione e lo stile è ancora incerto perché oscilla tra un linguaggio lirico pacato e un linguaggio spezzato e drammatico, nei secondi la misura stilistica è perfettamente equilibrata pur prendendo spunto dai temi tipici foscoliani come quello dell'esilio, della patria greca, delle illusioni, degli affetti familiari e il presagio della tomba illacrimata. Prevale in questi ultimi la componente autobiografica arricchita dal tono filosofico di carattere epicuraico-lucreziano.

## La struttura metrica-ritmica
Lo stile dei sonetti è simile a quello che si ritroverà nei Sepolcri, appassionata sintesi di romantica intimità e di classica virilità compostezza e, come nel carme maggiore, vi è in essi l'uso modulato dell'endecasillabo reso ampio dal movimento delle strofe fino a rendere i versi simili ad una mesta musica che ha però la solennità della meditazione del poeta sui temi che riguardano la vita, la morte e il destino.
L'originalità del sonetto foscoliano è da rintracciare nella sua particolare impostazione metrico-stilistica. L'autore riesce infatti a variare con grande abilità lo schema classico del componimento alternando, come nel sonetto "Alla sera" il movimento solenne delle quartine a quello più serrato delle terzine.

## I primi sonetti
La maggior parte dei primi otto sonetti sono ispirati dall'amore per la Roncioni, uno all'autoritratto del poeta e un altro di polemica politica per la soppressione dell'insegnamento del latino e tutti anteriori o contemporanei all'Ortis.

### Non son chi fui, perì di noi gran parte
Probabilmente anche questo sonetto venne scritto per la Roncioni. Il poeta si rende conto che i suoi sogni giovanili sono ormai finiti e ora la sua mente è disorientata. Vorrebbe darsi alla morte ma ad impedirglielo è il desiderio della gloria e l'amore per la madre.

### Che stai?|Che stai? già il secolo l'orma ultima lascia
Questo è un sonetto nel quale Foscolo si rende conto che sono già trascorsi anni della sua vita e che il secolo volge ormai al termine. Si accorge che la sua vita è stata una delusione e che di lui non resterà nulla. L'arte è eterna, e dal momento che nulla può fare per la sua patria, non gli è infatti possibile compiere imprese eroiche, si limita a farsi ricordare attraverso opere erudite.

### Te Nudrice alle Muse
Il sonetto venne ispirato da una proposta del Consiglio Cisalpino di abolire la lingua latina. Il poeta è amareggiato e non vuole che l'Italia, pur essendo sotto dominazione straniera, sacrifichi ciò che la rende madre delle Muse per imbarbarire il suo divino toscano con la lingua francese in modo che il vincitore possa vantarsi di averla privata della sua lingua madre.

### E tu ne' carmi avrai perenne vita
Il sonetto, considerato il più bello del primo gruppo, venne composto nel 1801 ed è rivolto a Firenze. In questo sonetto il tema autobiografico è situato su uno sfondo di più ampio respiro dove non mancano le rievocazioni storiche e le meditazioni più solenni. Sembra di avvicinarsi ai sonetti maggiori, anche per la maturazione stilistica che lasciano fondere al poeta le reminiscenze dantesche e stilnovistiche anche se, a parere di qualche critico, si trova ancora una certa dicotomia tra le quartine e le terzine.

### Perché taccia il rumor di mia catena
Il sonetto, scritto per Teresa Pikler o più probabilmente per Isabella Roncioni, ha un inizio chiaramente ortisiano, duro nei suoni e melodrammatico negli atteggiamenti, mentre nella seconda parte sembra placarsi nella visione della bellezza femminile. Nelle quartine infatti sono presenti immagini forti quali quelle di una catena, metafora della sua vita travagliata (notare antitesi <<Speme-Lagrime>> v.2), e di un ruscello, suo amico " consolatore".

### Così gl'interi giorni in luogo incerto
Sempre scritto per la Roncioni il poeta trascorre i giorni lamentandosi e senza riuscire a riposare e le notti vagando per i luoghi più solitari ripensando alla sua amata dimenticandosi delle avversità della vita. Conclude con una dedica probabilmente alla madre Rossana.

### Meritamente, però ch'io potei
Questo sonetto, sempre ispirato alla Roncioni e scritto dal poeta mentre si trovava in Liguria aggregato alla Cisalpina, risente ancora di quei risultati disuguali osservate in "Perché taccia...". Esso si apre con un'apertura decisa e vibrante ma si avvertono alcune forzature del tono e un atteggiamento di tipo oratorio.

### Solcata ho fronte
Si tratta di un autoritratto dove il poeta si descrive con la fronte alta e solcata da rughe, con capelli di vivo colore rosso, denti bianchi e capo chino; proporzionato nel corpo, elegante nel vestire anche se semplice, veloce nell'agire, sempre in lotta con il destino e gli uomini, dal carattere impulsivo ma tenace. Il poeta conclude dicendo che solo con la morte potrà raggiungere la fama e il riposo.

## I quattro sonetti maggiori
Il tono dei quattro sonetti maggiori aggiunti nel 1803 è indubbiamente più alto e appaiono in essi tutti i temi maggiori della poesia foscoliana: la bellezza che rasserena, il sepolcro come incontro degli affetti familiari e simbolo della continuità dell'uomo nel ricordo dei vivi, l'esilio che esalta l'amor di patria, la poesia esaltatrice eterna della bellezza e dei più alti tra i valori umani.

### Alla sera
Considerato il più bello tra i sonetti del Foscolo, come scrive il Momigliano, esso esprime "lo smorzarsi di un tumulto grande ma umano nello sconfinato sopore dell'universo".

Nell'immobile silenzio della sera, quando ogni forma di vita si spegne, il silenzio suggerisce al poeta l'immagine della morte alla quale egli si rivolge con nostalgia, come se essa potesse portare solamente la pace. La morte non è più vista come una drammatica sfida al destino, come nell'Ortis, ma come un dolce perdersi nel nulla eterno che non è un disperato abbandono, ma è un comprendere in sé l'universo superando ogni angoscia e ritrovando la pace:
La nostra esistenza si riduce ad un breve ed increscioso incidente ed è destinata presto ad esaurirsi nel ritorno alla materia universale, al "nulla eterno". In questa sua riflessione Foscolo mostra la propria adesione alle dottrine del materialismo del Settecento.

### A Zacinto
A Zacinto ("Né più mai toccherò le sacre sponde") è uno dei sonetti più conosciuti di Ugo Foscolo.
Zacinto, qui cantata dal poeta, non è solamente la sua patria reale ma soprattutto quella ideale. Come altri poeti romantici il Foscolo si protende alla Grecia classica nella quale vede, attraverso i suoi miti, l'incarnazione della bellezza e dell'armonia. Venere raffigura l'ideale della bellezza, Omero rappresenta la poesia che esalta i valori più alti dell'umanità e Ulisse non è altro che l'immagine di se stesso esule avversato dalla fortuna.

Il sonetto si conclude con il presentimento di una sepoltura in terra straniera che il Foscolo accetta perché confortato dalla fede in una propria missione nel mondo come evocano gli ultimi versi pieni di dolore ma senza lacrime:

### Alla Musa
Scritto tra il 1802 e il 1803 è questo il primo dei sonetti maggiori dove si sente ancora lo spirito di delusione già espressa nell'Ortis che sembra rendere arida la vena del canto. Ma, a differenza dell'Ortis, il Foscolo in questo sonetto non si esprime con irruenza ma in forma pacata e, dopo il primo sfogo autobiografico, il poeta riesce a sollevarsi ad una visione più ampia del destino umano. Il lungo periodo iniziale, che comprende due quartine con abili cesure ed enjambements, conferiscono al verso una nuova modulazione che sembra segnare le pause del respiro e della coscienza: 

### In morte del fratello Giovanni
"Un dì, s'io non andrò sempre fuggendo" è stato composto nel 1802 per la memoria del fratello Giovanni Dionigi che si era ucciso con una pugnalata in presenza della madre (non c'è certezza che la madre fosse presente) a causa di un grosso debito di gioco. Il sonetto, pur risentendo di alcuni echi di Catullo e del Petrarca, è uno tra i sonetti più originali del poeta, ricco di affetti che il poeta esprime con uno stile molto intenso. Ancora una volta il tema della tomba ritorna più vivo che mai, ed è appunto accanto alla tomba del fratello morto che la famiglia, pur nella lontananza, si ricompone ristabilendo così una "corrispondenza di amorosi sensi". E se il cenere è muto e sembra condurre al "nulla eterno", l'affetto è vivo ed è esso a rispecchiare il riscatto della memoria.